# Wiazawaja (obwód homelski)
Wiazawaja (biał. Вязавая; ros. Вязовая, Wiazowaja) – wieś na Białorusi, w obwodzie homelskim, w rejonie lelczyckim, w sielsowiecie Stodolicze, przy granicy z Ukrainą.